# Wahlbezirk Galizien 36
Der Wahlbezirk Galizien 36 war ein Wahlkreis für die Wahlen zum Abgeordnetenhaus im österreichischen Kronland Galizien. Der Wahlbezirk wurde 1907 mit der Einführung der Reichsratswahlordnung geschaffen und bestand bis zum Zusammenbruch der Habsburgermonarchie.

## Geschichte
Nachdem der Reichsrat im Herbst 1906 das allgemeine, gleiche, geheime und direkte Männerwahlrecht beschlossen hatte, wurde mit 26. Jänner 1907 die große Wahlrechtsreform durch Sanktionierung von Kaiser Franz Joseph I. gültig. Mit der neuen Reichsratswahlordnung schuf man insgesamt 516 Wahlbezirke, wobei mit Ausnahme Galiziens in jedem Wahlbezirk ein Abgeordneter im Zuge der Reichsratswahl gewählt wurde. In den Landgemeindenwahlkreisen Galiziens wurden zwei Abgeordneter gewählt. Der erste Abgeordnete musste sich dabei im ersten oder zweiten Wahlgang mit absoluter Mehrheit durchsetzen, der zweite mit 25 %. Wenn der erste Abgeordnete gewann mit über 50 % aber keiner zweite mit 25 %, dann gab es nächsten Wahlgang mit nur zwei Kandidaten. Wenn keiner gewann 50 % in der zweiten Wahlgang, dann gab es der Stichwahl mit drei Kandidaten, wo zwei beste Abgeordneten wurden.
Der Wahlkreis Galizien 36 umfasste die Gerichtsbezirke Biała (Biala), Kęty (Kenty), Oświęcim (Auschwitz) (mit der gleichnamigen Stadt) und Andrychów (Andrichau), wobei folgende Gemeinden ausgenommen waren:
- aus dem Gerichtsbezirk Biała die gleichnamige Stadt Biała (Biala) (Wahlbezirk 18)
- aus dem Gerichtsbezirk Kęty die gleichnamige Stadt Kęty (Wahlbezirk 18)
- aus dem Gerichtsbezirk Andrychów die gleichnamige Stadt Andrychów (Wahlbezirk 18)

Aus der Reichsratswahl 1907 gingen Ludwig Dobija und Stanisław Hanusiak als Sieger hervor, beide aus der verbindeten mit Stanisław Stojałowski kurzlebigen Partei Polnisches Zentrum (Polskie Centrum Ludowe). Seine Gegner waren sozialistischer Daniel (Baruch) Gross, ein Rechtsanwalt jüdischer Herkunft aus Biała (ab dem zweiten Wahlgang der Kandidat der Sozialisten wurde Ignacy Daszyński), Jan Kubik (Polskie Stronnictwo Ludowe), sowie Franciszek Kramarczyk, ehemaliger Abgeordnete des galizischen Landtags.
In der Reichsratswahl 1911 gewann wieder Ludwig Dobija und Jan Kubik. Ludwig Dobija vertrete mit Stanisław Stohandel (aus Bielitz) in diesem Wahl den sogenannten Antiblok, weil Jan Kubik mit schwach bekannten Antoni Śmieszek die PSL. Seine Gegner waren auch Adolf Poniński, ein Schuldirektor aus Kobiernice, sozialistischer Leon Misiołek aus Krakau und schwach bekannt Pawica.

## Wahlergebnisse

### Reichsratswahl 1907

#### Erster Wahlgang
| Kandidat                                                                       | Partei            | Wahlkreis- stimmen | Prozent |
| ------------------------------------------------------------------------------ | ----------------- | ------------------ | ------- |
| Ludwig Dobija                                                                  | PCL               | 6892               | 41,9 %  |
| Stanisław Hanusiak                                                             | PCL               | 3761               | 22,9 %  |
| Daniel (Baruch) Gross                                                          | PPSD              | 2923               | 17,8 %  |
| Jan Kubik                                                                      | PSL               | 2248               | 13,7 %  |
| Stanisław Kramarczyk                                                           | PCL/unabhängig    | 386                | 2,3 %   |
|                                                                                | Sonstige Parteien | 234                | 1,4 %   |
| Wahlberechtigte: 19.516, Ungültige/Leere Stimmen: 119, Wahlbeteiligung: 84,9 % |                   |                    |         |

#### Zweiter Wahlgang
| Kandidat                                                                      | Partei | Wahlkreisstimmen | Prozent |
| ----------------------------------------------------------------------------- | ------ | ---------------- | ------- |
| Ludwig Dobija                                                                 | PCL    | 7481             | 50,2 %  |
| Stanisław Hanusiak                                                            | PCL    | 3381             | 22,7 %  |
| Ignacy Daszyński                                                              | PPSD   | 3191             | 21,4 %  |
| Jan Kubik                                                                     | PSL    | 787              | 5,3 %   |
| Wahlberechtigte: 19.516, Ungültige/Leere Stimmen: 82, Wahlbeteiligung: 76,8 % |        |                  |         |

#### Stichwahl
| Kandidat                                                                       | Partei | Wahlkreisstimmen | Prozent |
| ------------------------------------------------------------------------------ | ------ | ---------------- | ------- |
| Stanisław Hanusiak                                                             | PCL    | 9205             | 95 %    |
| Ignacy Daszyński                                                               | PPSD   | 490              | 5 %     |
| Wahlberechtigte: 19.516, Ungültige/Leere Stimmen: 116, Wahlbeteiligung: 50,3 % |        |                  |         |

### Reichsratswahl 1911

#### Erster Wahlgang
| Kandidat                                                                       | Partei            | Wahlkreis- stimmen | Prozent |
| ------------------------------------------------------------------------------ | ----------------- | ------------------ | ------- |
| Jan Kubik                                                                      | PSL               | 3022               | 20,3 %  |
| Stanisław Stohandel                                                            | Antyblok          | 2824               | 19 %    |
| Leon Misiołek                                                                  | PPSD              | 2578               | 17,3 %  |
| Ludwig Dobija                                                                  | Antyblok          | 1992               | 13,4 %  |
| Antoni Śmieszek                                                                | PSL               | 1271               | 8,5 %   |
| Stanisław Kramarczyk                                                           | unabhängig        | 1062               | 7,1 %   |
|                                                                                | Sonstige Parteien | 1114               | 7,5 %   |
| Wahlberechtigte: 19.905, Ungültige/Leere Stimmen: 160, Wahlbeteiligung: 75,5 % |                   |                    |         |

#### Zweiter Wahlgang
| Kandidat                                                                      | Partei     | Wahlkreisstimmen | Prozent |
| ----------------------------------------------------------------------------- | ---------- | ---------------- | ------- |
| Jan Kubik                                                                     | PSL        | 3881             | 30 %    |
| Ludwig Dobija                                                                 | Antyblok   | 3708             | 28,7 %  |
| Stanisław Stohandel                                                           | Antyblok   | 2324             | 18 %    |
| Antoni Śmieszek                                                               | PSL        | 1782             | 13,8 %  |
| Stanisław Kramarczyk                                                          | unabhängig | 1169             | 9 %     |
| Wahlberechtigte: 19.905, Ungültige/Leere Stimmen: 83, Wahlbeteiligung: 65,4 % |            |                  |         |

#### Stichwahl
| Kandidat                                                                       | Partei   | Wahlkreisstimmen | Prozent |
| ------------------------------------------------------------------------------ | -------- | ---------------- | ------- |
| Jan Kubik                                                                      | PSL      | 4318             | 40,7 %  |
| Ludwig Dobija                                                                  | Antyblok | 4195             | 39,6 %  |
| Stanisław Stohandel                                                            | Antyblok | 2085             | 19,7 %  |
| Wahlberechtigte: 19.905, Ungültige/Leere Stimmen: 138, Wahlbeteiligung: 53,9 % |          |                  |         |